# Mutíl·lids

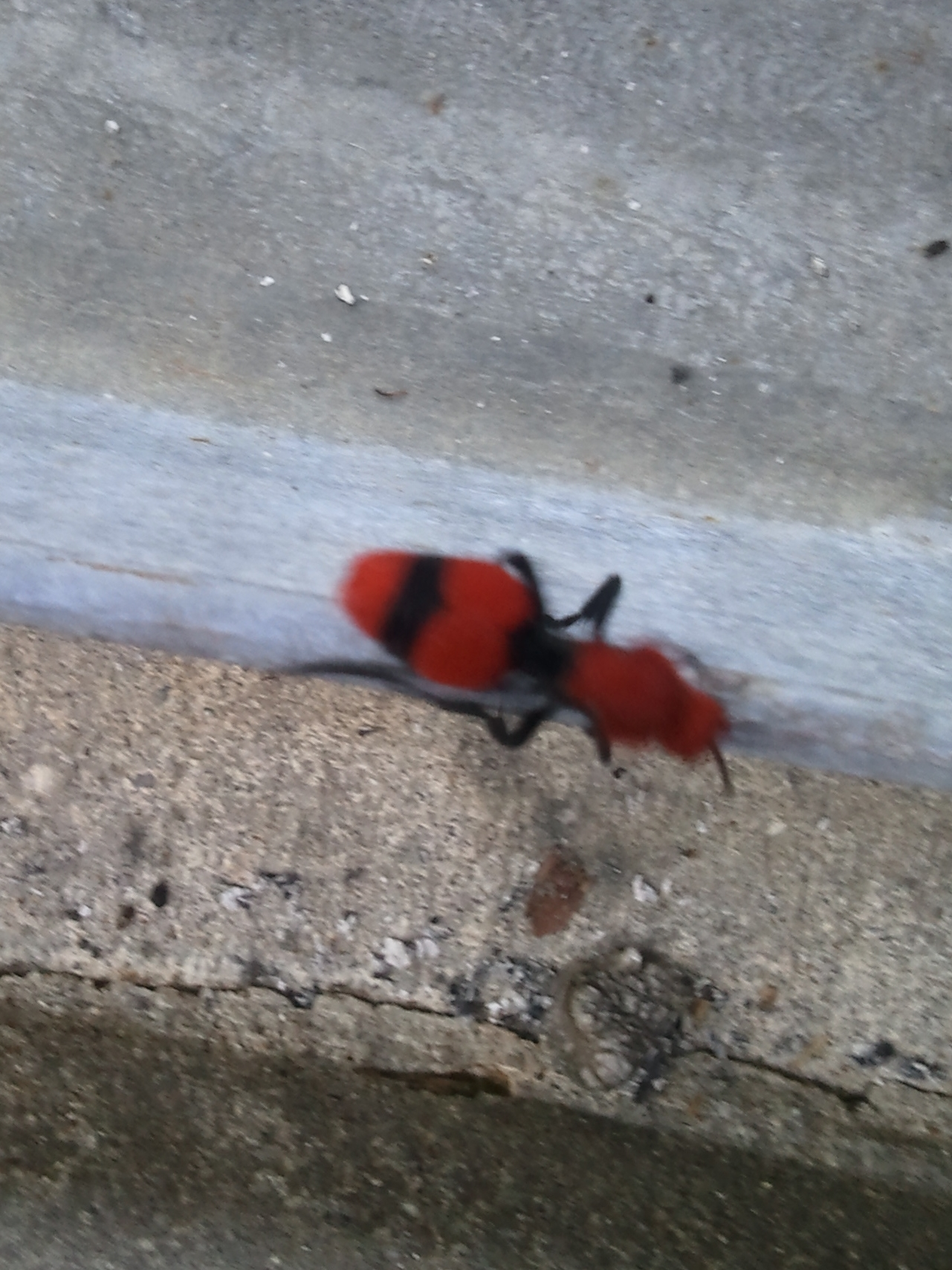
Femella de formiga de vellut a Williamstown Nova Jersey

Els mutíl·lids (Mutillidae) són una família d'himenòpters apòcrits de la superfamília dels vespoïdeus (Vespoidea) amb 4.302 espècies descites. Les femelles no tenen ales i semblen grans formigues peludes, motius pel qual se les anomena formigues de vellut, malgrat no tenir parentiu amb les veritables formigues. La seva pilositat pot ser de diversos colors i té una funció de senyal aposemàtica ja que la picada del seu fibló és extremadament dolorosa.

## Descripció

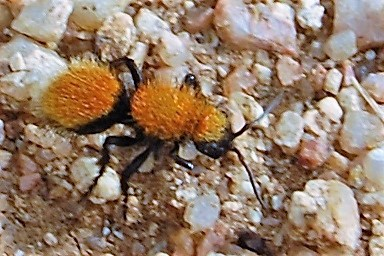
Dasymutilla sp.

El seu exoesquelet és molt dur i els ajuda a envair els nius de les seves preses i a retenir humitat. El seu dimorfisme sexual és extrem. Les femelles no tenen ales i tenen fibló.
Tots dos sexes poden emetre sons d'alarma per estridulació.

## Distribució
Els Mutillidae tenen una distribució cosmopolita, però principalment en els tròpics secs, deserts i zones amb sorra.